# Дончо Христов
Дончо Христов Цонев е български революционер, войвода на Вътрешната македонска революционна организация.

## Биография
Христов е роден в 1891 година село Драгобраще, Кочанско, в Османската империя. Влиза във ВМОРО и е легален деец.
В 1912 година, при избухването на Балканската война, е мобилизиран в Османската армия. Дезертира при Одрин при българските части. Взима участие в Първата световна война с Българската армия.
След войната участва активно във възстановяването на ВМРО, първоначално като легален деец. Заподозрян от сръбските власти, в 1922 година става четник при Ефрем Чучков. На 24 юли 1923 година изпълнява присъдата над предателя Мите Суджукаро, за което е награден със значка на организацията и револвер. Четник е на Евтим Полски и участва в сражението при Пекляни.
През 1924 година става самостоятелен околийски войвода в Царевоселско с 18 души четници и води редица сражения със сръбските окупатори. Така например същата година четата му се сражава цял ден със сръбска потеря при село Бигла. Заедно с четите на Георги Въндев и Ефтим Чифлишки провеждат наказателна акция през февруари 1925 година в Малешевско и Радовишко срещу сръбската власт, в отговор на нейни изстъпления срещу местното население. В 1927 година в сражение при село Тработивище е тежко ранен в челюстта и дясното рамо, но се спасява.
На 19 април 1933 година Дончо Христов заедно с Димитър Паликрушев, Стоян Георгиев, Ангел Симеонов и Васил Николов – Кучичански нападат жандармерийска станция в село Драмче и избиват 9 жандармеристи, впоследствие са обкръжени от сръбска войска и в поредната битка с бомби взривяват 20 сръбски войници, а други 40 раняват. Загиват същия ден в Драмче.
Дончо Христов оставя вдовица и две деца.
На 10 март 1943 година, вдовицата му Спасена Христова, родена в Лаки и жителка на Лаки, подава молба за българска народна пенсия, която е одобрена и отпусната от Министерския съвет на Царство България.